# Apterostigma
Apterostigma é um gênero de insetos, pertencente a família Formicidae.

## Espécies
- Apterostigma affinis
- Apterostigma auriculatum
- Apterostigma billi
- Apterostigma bolivianum
- Apterostigma bruchi
- Apterostigma calverti
- Apterostigma chocoense
- Apterostigma collare
- Apterostigma dentigerum
- Apterostigma dorotheae
- Apterostigma epinotale
- Apterostigma fallax
- Apterostigma fusinodum
- Apterostigma gibbum
- Apterostigma goniodes
- Apterostigma ierense
- Apterostigma luederwaldti
- Apterostigma madidiense
- Apterostigma manni
- Apterostigma mayri
- Apterostigma megacephala
- Apterostigma moelleri
- Apterostigma peruvianum
- Apterostigma pilosum
- Apterostigma robustum
- Apterostigma scutellare
- Apterostigma steigeri
- Apterostigma tramitis
- Apterostigma urichii
- Apterostigma wasmannii